# 426 (numero)
Quattrocentoventisei (426) è il numero naturale dopo il 425 e prima del 427.

## Proprietà matematiche
- È un numero pari.
- È un numero composto con 8 divisori: 1, 2, 3, 6, 71, 142, 213, 426. Poiché la somma dei suoi divisori (escluso il numero stesso) è 438 > 426, è un numero abbondante.
- È un numero sfenico.
- È un numero stella octangulare.
- È un numero intoccabile.
- È un numero palindromo nel sistema di numerazione posizionale a base 17 (181).
- È parte delle terne pitagoriche (426, 568, 710), (426, 5032, 5050), (426, 15120, 15126), (426, 45368, 45370).
- È un numero nontotiente (per cui la equazione φ(x) = n non ha soluzione).
- È un numero congruente.
- È un numero odioso.

## Astronomia
- 426P/PANSTARRS è una cometa periodica del sistema solare.
- 426 Hippo è un asteroide della fascia principale del sistema solare.
- NGC 426 è una galassia ellittica della costellazione della Balena.

## Astronautica
- Cosmos 426 è un satellite artificiale russo.